# 튀레쇠시

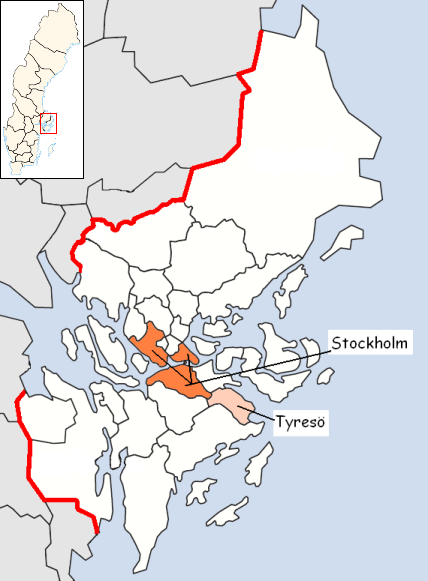
튀레쇠 시의 위치

튀레쇠시(스웨덴어: Tyresö kommun)는 스웨덴 스톡홀름주에 위치한 지방 자치체로 행정 중심지는 볼모라이며 면적은 100.53km2, 인구는 47,103명(2016년 12월 31일 기준), 인구 밀도는 470명/km2이다.

시 문장